# Samira El Haddad
Samira El Haddad est une boxeuse marocaine née le 30 juin 1979.

## Carrière
Aux championnats d'Afrique féminins de Yaoundé en 2010, elle remporte la médaille d'argent dans la catégorie des moins de 75 kg.